# Polski Związek Brydża Sportowego
Der Polski Związek Brydża Sportowego ist der Interessenverband der Bridge-Spieler und -vereine in Polen.
Er wurde 1956/57 als Ergebnis einer Vereinbarung einer Reihe von Bridge-Ligen polnischer Städte gegründet. Die Gründungsversammlung fand am 23. Oktober 1956 in Warschau, wo der Sportbund auch heute noch seinen Sitz hat, statt. Die Registrierung als Verband erfolgte ein knappes halbes Jahr später, am 21. März 1957.
Die Gründungsmitglieder waren: Gustaw Gottesman, Jerzy Czekański, Mirosław Kowalski, Stanisław Lucht und Bogumił Seifert. Hinzu kam Henryk Niedźwiecki.
Der Verband gliedert sich in 16 Abteilungen, die die entsprechenden Woiwodschaften repräsentieren.
Der Verband gibt die Zeitschrift Świat Brydża als Mitgliedszeitschrift und Verbandsorgan heraus. Die Ausgaben seit 2010 sind zum Teil online verfügbar.
Die polnische Nationalmannschaft wurde im gesamten Polnischen Sportverband mehr als 140 Mal bei Welt- und Europameisterschaften ausgezeichnet.
Am 31. März 2019 hatte der Verband 5875 Mitglieder.

## Referenzen
1. ↑  Klasyfikacja zawodników. Polski Związek Brydża Sportowego, abgerufen am 20. März 2019.
2. ↑  Magazin Świat Brydża
3. ↑  www.wroclaw.pl (abgerufen am 31. März 2019)
4. ↑  MSC Cezar